# علیمرادخانی علیا
علیمرادخانی علیا، روستایی از توابع دهستان بیجنوند شهرستان چرداول در استان ایلام ایران است.

## جمعیت
مردم این روستا از مردمان اصیل ایل باستانی زنگنه می باشند و در دهستان بیجنوند قرار دارد و براساس سرشماری مرکز آمار ایران در سال ۱۳۸۵، جمعیت آن ۱۴۶ نفر (۲۸خانوار) بوده‌است.